# Frankford Arsenal

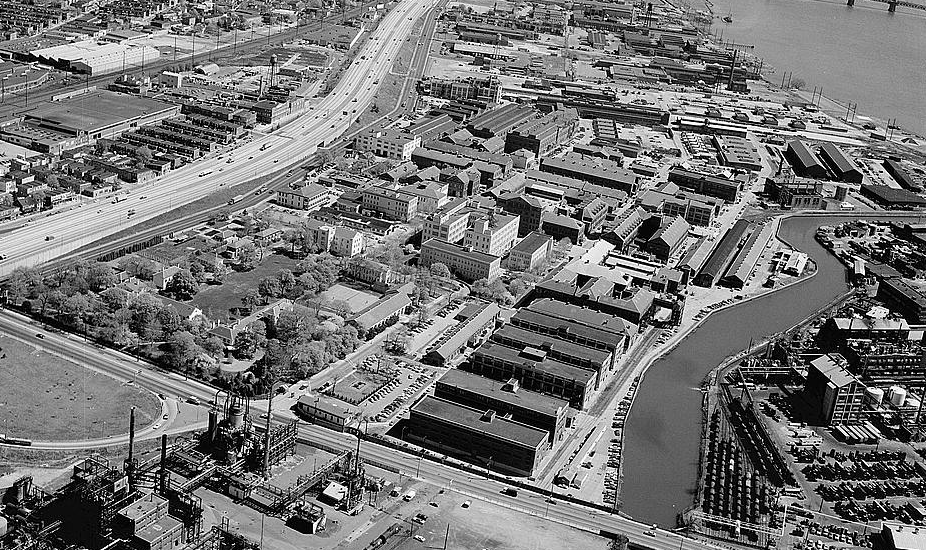
Frankford Arsenal 1978

Das Frankford Arsenal war von 1816 bis 1977 eine der wichtigsten staatlichen Munitionsfabriken der Vereinigten Staaten von Amerika. Es lag bei Bridgesburg, nordöstlich von Philadelphia im Staat Pennsylvania.

## Geschichte

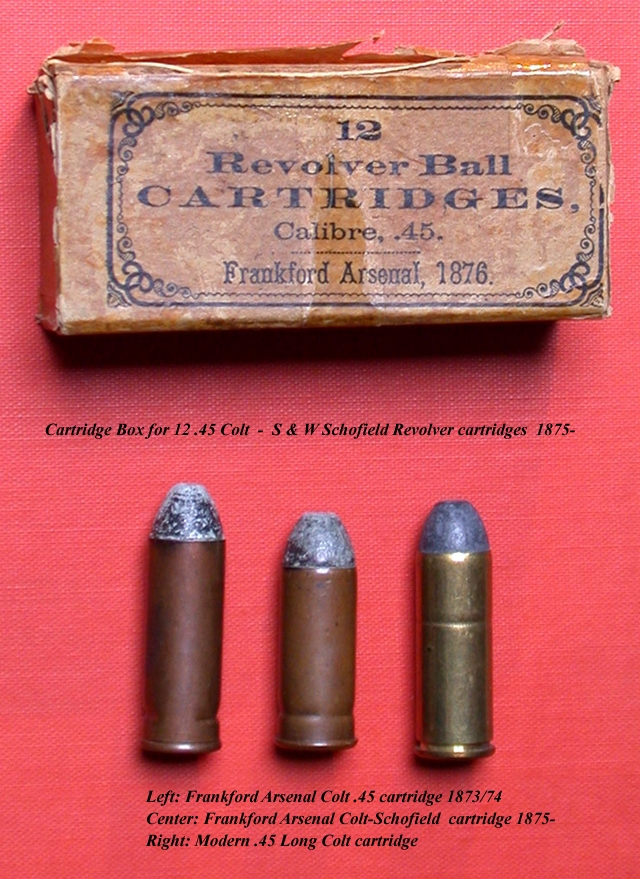
Links 2 Benét Colt .45 Patronen, erkennbar an den Einbuchtungen unten

Das Frankford Arsenal wurde 1816 auf einem vom damaligen Präsidenten der U.S.A. James Madison erworbenen Landstück von 81.000 m² errichtet und 1816 eröffnet. Dank dem an seinem Gelände vorbeifließenden Frankford Creek konnte es dessen Wasserkraft nutzen. Von seiner Eröffnung bis zu seiner Schließung 1977 war es das Entwicklungszentrum für die Infanteriemunition der U.S. Armee, zudem wurde dort in Friedenszeiten auch der größte Teil dieser Munition hergestellt.
Beim Ausbruch des Bürgerkrieges, 1861 trat der Kommandant des Arsenals, Josiah Gorgas, von seinem Posten zurück und begab sich nach Richmond (Virginia), der späteren Hauptstadt der Konföderation. Als Chef der Kriegsmaterialbeschaffung der Konföderierten organisierte er die Waffenindustrie der Südstaaten und wurde für seine Verdienste vor dem Ende des Bürgerkrieges zum Brigadegeneral der Südstaaten befördert.
Neben der Fabrikation und Entwicklung von Pulver und Munition diente das Frankford Arsenal während des Bürgerkrieges als Depot für die Lagerung und den Unterhalt von Artilleriematerial inklusive Geschützen. Dazu kam der Unterhalt von Material der Kavallerie und Infanterie. Eine Aufgabe war auch der Unterhalt und die Reparatur von Handfeuerwaffen. So wurden für die Gettysburg-Kampagne Zehntausende von Musketen bereitgestellt. Am Ende des Bürgerkrieges waren im Arsenal über Tausend Mitarbeiter beschäftigt.
Bereits gegen Ende des Amerikanischen Bürgerkriegs und während der Zeit der Indianerkriege wurde in Frankford begonnen, neue Munitionstypen und Waffen zu entwickeln und zu testen, um die Randfeuerpatronen abzulösen. So wurde die Patrone unter Col. Stephen V. Benét, dem Kommandanten des Arsenals, Zentralfeuerpatronen mit innenliegender Zündung (Benét Inside Primer) entwickelt. Die erste dieser Patronen, die, Randpatrone .50-70 Government mit zylindrischer Hülse aus Kupfer für das Springfield Model 1866-Gewehr, wurde in den Indianerkriegen in Sharps Militärkarabinern noch jahrelang eingesetzt. Auch die Patrone für den in großer Zahl verwendeten Springfield 1873 Karabiner im Kaliber .45-70 Government und die Revolverpatrone für den Colt Single Action Army im Kaliber .45 Colt basierten auf Benéts Entwicklung. Benét wurde später, von 1874 bis 1891 als Brigadegeneral Chief of Ordnance der USA, unter ihm wurde nach Problemen mit der alten Patrone auf die Herstellung der heute noch verwendeten Patrone mit Boxer-Zündung umgestellt.
Neben der Entwicklung und Fabrikation von Infanterie- und Artilleriemunition wurden im Frankford Arsenal auch schwere Waffen getestet und weiterentwickelt. So wurde die Gatling Revolverkanone Model 1862 getestet und vom Erfinder nach Vorgaben des Arsenals auf die Verwendung von Patronen abgeändert, was mit dem Model 1865 zu ihrem Erfolg führte.
Während der beiden Weltkriege war das Frankford Arsenal einer der Hauptlieferanten für Munition und anderes Kriegsmaterial für die amerikanischen Streitkräfte. Zudem war es ein wichtiger Arbeitgeber der Region, zeitweise beschäftigte es bis 22.000 Personen.
Als Stadtteil von Philadelphia war es eine richtige Stadt in der Stadt mit einer eigenen Polizei, Feuerwehr, Kantinen und medizinischen Einrichtungen.
Neben der Verbesserung und Fabrikation traditioneller Munition, Zeitzündern, Feuerleitgeräte, Telemetern und anderen Kriegsgeräten wurde das Arsenal rasch zur wichtigen Forschungsstation mit dem Auftrag, unkonventionelle Waffen und Geräte zu entwickeln. In Zusammenarbeit mit den im Arsenal angesiedelten Pitman-Dunn Laboratories wurden in den USA Laser-Distanzmessgeräte, Computer für die Feldartillerie und Radarsysteme entwickelt. Auch die Entwicklung von optischen Geräten für Artillerie, Infanterie und Aufklärung wurde vorangetrieben.

## Das Ende
Gegenüber der sich stets vergrößernden Prosperität der Waffenindustrie in Privathänden wurde es immer schwieriger, einen rentablen Betrieb aufrechtzuerhalten und die Kampagne der Präsidentschaftswahlen von 1976 bedeuteten das Ende des Arsenals. Während der Kandidat als Vizepräsident Walter Mondale für die Weiterführung einstand, entschied der gewählte US-Präsident Carter anders und stellte den Betrieb ein.
Die verbliebenen Funktionen des Frankford Arsenals wurden dem Picatinny Arsenal in New Jersey übertragen.